# Brookside (Delaware)
Pour les articles homonymes, voir Brookside.
Brookside est une census-designated place située dans le comté de New Castle, dans l’État du Delaware, aux États-Unis. Sa population s’élevait à 14 353 habitants lors du recensement de 2010.

## Démographie
| 1970  | 1980   | 1990   | 2000   | 2010   | - |
| ----- | ------ | ------ | ------ | ------ | - |
| 7 856 | 15 255 | 15 307 | 14 086 | 14 353 | - |

## Source
- (en) Cet article est partiellement ou en totalité issu de l’article de Wikipédia en anglais intitulé « Brookside, Delaware » (voir la liste des auteurs).